# Jacek Dehnel
Jacek Maria Dehnel (Gdańsk, 1980. május 1. –) lengyel költő, író, műfordító és festő.

## Élete és munkái
A gdański 5. számú Stefan Żeromski Gimnáziumban érettségizett, ahol a bölcsészettudományok terén jeleskedett. A Varsói Egyetem Bölcsészet- és Társadalomtudományi Egyéni Tanulmányok Szakközi Főiskoláján (lengyelül: Kolegium Międzyobszarowych Indywidualnych Studiów Humanistycznych i Społecznych), és a Lengyel Nyelv és Irodalom Karon szerzett diplomát, ahol mester fokozatot szerzett, szakdolgozatát Stanisław Barańczak Philip Larkin műveinek fordításairól írta.
Első verseskötete volt az utolsó könyv, amelyet a lengyel Nobel-díjas Czesław Miłosz ajánlott.” Dehnel verseit különböző irodalmi folyóiratokban publikálta, többek között a Kwartalnik Artystyczny, Studium, Przegląd Artystyczno-Literacki, Topos, Tytuł, Undergrunt. Emellett a Nieszuflada internetes irodalmi portálnak is dolgozik.
2006 szeptembere és 2009 júliusa között a TVP1-en sugárzott ŁOSssKOT című kulturális műsor társműsorvezetője volt (Tymon Tymański zenésszel és Maciej Chmiel újságíróval együtt).
Dehnel olyan költők verseit fordította, mint Oszip Mandelshtam, W. H. Auden, Mary Oliver – kiadatlanul, illetve Philip Larkin, George Szirtes – megjelent. Ástor Piazzolla dalszövegeit is lengyelül adta elő.
Irodalmi díjakat kapott, többek között 2005-ben a Kościelski-díjat, 2007-ben a Paszport Politykit, 2009-ben pedig Gdańsk város Splendor Gedanesis kulturális díját. Öt jelölést kapott Lengyelország legrangosabb irodalmi díjára, a Nike-díjra: Balzakian (2009), Ekran kontrolny (2010), Saturn (2012); Matka Makryna (2015) és Krivoklat (2017), valamint két jelölést kapott az Angelus-díjra a Lala (2007) és a Saturn (2012) című verseskötetéért, valamint a 2014-es Wisława Szymborska-díjat a Języki obce („Idegen nyelvek”) című verseskötetéért.
2015-ben elnyerte a Gloria Artis Kultúráért Érdemrend bronzérmét.
2017-ben társszerzője volt a Loving Vincent című, díjnyertes kísérleti animációs életrajzi filmdráma forgatókönyvének, amely Vincent van Gogh festő életéről, és különösen halálának körülményeiről szól.

## Magánélete
Varsóban élt és dolgozott, majd 2020 márciusától Berlinben. Nyíltan melegnek vallja magát, ami irodalmi műveiben is tükröződik. 2018-ban a londoni Wandsworth Town Hallban kötött házasságot hosszú távú partnerével, Piotr Tarczynski műfordítóval és történésszel. Dehnel és partnere Maryla Szymiczkowa női álnéven publikál műveket. 2019-ben aposztáziát vállalt. 2021-ben Dehnel és Tarczynski Varsóból Berlinbe távozott.

## Könyvei

### Próza
- Kolekcja, novellagyűjtemény, Marpress, Gdańsk, 1999
- Rynek w Smyrnie, (novellagyűjtemény), W.A.B., Warsaw, 2007
- Lala, (regény), W.A.B., Warsaw, 2006
  - Lala. Translated by Antonia Lloyd-Jones. Oneworld Publications, London 2018, ISBN 978-1786073570[18]
- Balzakiana, (négy kisregényből álló gyűjtemény) W.A.B., Warsaw, 2008
- Saturn. Czarne obrazy z życia mężczyzn z rodziny Goya, W.A.B., Warsaw (English translation by Antonia Lloyd-Jones, published by Dedalus Books in 2013), 2011
- Kosmografia, czyli trzydzieści apokryfów tułaczych, 15. századi térképek kiállítását kíséri a Varsói Nemzeti Könyvtárban, Biblioteka Narodowa, Warsaw (novellagyűjtemény), 2012
- Młodszy księgowy, (a könyvekről és az olvasásról szóló rovatok gyűjteménye), W.A.B., Warsaw, 2013
- Matka Makryna, W.A.B, 2014
- Tajemnica domu Helclów, (társával, Piotr Tarczyńskival közösen írta), Znak literanova, 2015
- Dziennik Roku Chrystusowego, W.A.B., 2015
- Nowy Tajny Detektyw, NCK and Fundacja Picture Doc, 2015
- Proteusz, czyli o przemianach. Spacerownik po historii Muzeum Narodowego w Warszawie, Serenissima, Warsaw, 2015
- Krivoklat, Znak, 2016
- Rozdarta zasłona, (Piotr Tarczyńskival közösen írták) Społeczny Instytut Wydawniczy Znak, 2016
- Mrs Mohr Goes Missing, (Piotr Tarczyńskival közösen írta és Antonia Lloyd Jones fordította) Bloomsbury, 2019
- Ale z naszymi umarłymi, Wydawnictwo Literackie, 2019
- Łabędzie, Wydawnictwo Literackie, 2023

### Költészet
- Żywoty równoległe ("Párhuzamos életek"), Zielona Sowa, Kraków, 2004
- Wyprawa na południe ("Expedíció dél felé"), Teatr Mały w Tychach, Tychy, 2005
- Wiersze ("Versek"), Lampa i Iskra Boża, Warsaw, 2006
- Brzytwa okamgnienia, Biuro Literackie, Wrocław, 2007
- Ekran kontrolny, Biuro Literackie, Wrocław, 2009
- Rubryki strat i zysków, Biuro Literackie, Wrocław, 2011
- Języki obce ("Idegen nyelvek"), Biuro Literackie, Wrocław, 2013
- Seria w ciemność, Biuro Literackie, Wrocław, 2016
- Najdziwniejsze (A legfurcsább), Wrocław, Biuro Literackie, 2019
- Bruma, Cracow, Wydawnictwo a5, 2022

### Fordítások
- Philip Larkin(wd)[4]: Zebrane (Tartalma: The Less Deceived, The Whitsun Weddings és High Windows), Biuro Literackie, Wrocław, 2008
- Edmund White(wd)[19]: Hotel de Dream, Biuro Literackie, Wrocław (Piotr Tarczyńskivel), 2012
- Francis Scott Fitzgerald: Wielki Gatsby (The Great Gatsby), Znak, Kraków, 2013

### Egyéb
- Six Polish Poets (mint költő és mint szerkesztő), 2009. Arc Publications, London.
- Il vetro è sottile. Poeti polacchi contemporanei tradotti da poeti (költőként és szerkesztőként Matteo Campagnolival(wd)), 2012. Bellinzona, Casagrande

### Magyarul megjelent
- Lala – Kalligram, Budapest, 2010 · ISBN 9788081012891 · Fordította: Keresztes Gáspár
- Szaturnusz (Fekete képek a Goya család férfitagjainak életéből) – Pesti Kalligram, Budapest, 2014 · ISBN 9788081018404 · fordította: Pályi Márk

## Fordítás
- Ez a szócikk részben vagy egészben  a   Jacek Dehnel című angol Wikipédia-szócikk fordításán alapul.  Az eredeti cikk szerkesztőit annak laptörténete sorolja fel. Ez a jelzés csupán a megfogalmazás eredetét és a szerzői jogokat jelzi, nem szolgál a cikkben szereplő információk forrásmegjelöléseként.